# Michail Pomorcev
Michail Michajlovič Pomorcev (in russo Михаил Михайлович Поморцев?; Parfinskij rajon, 24 luglio 1851 – Pietrogrado, 2 luglio 1916) è stato un militare, ingegnere e meteorologo russo.

## Biografia
Pomertsev nacque a Vasil'evščina, un villaggio del Governatorato di Novgorod che oggi fa parte del Parfinskij rajon. Figlio di un ufficiale di artiglieria, studiò alla scuola dei cadetti di Nižnij Novgorod. Nel 1868 entrò nella scuola di artiglieria di San Pietroburgo, diplomandosi nel 1871. Nello stesso anno fu inviato a prestare servizio in una brigata di artiglieria nell'Ucraina occidentale. Nel 1873 frequentò un corso di addestramento avanzato della durata di un anno presso l'Accademia di artiglieria di San Pietroburgo, poi prestò servizio in un'unità di artiglieria in Bessarabia. Nel 1875 frequentò un corso avanzato in geodesia della durata di sei mesi presso l'Accademia dello Stato Maggiore di San Pietroburgo. Dal 1876 prestò servizio nella Quarta brigata di artiglieria.
Nel 1878 si laureò presso il Dipartimento di topografia dell'Accademia di Stato Maggiore, quindi fu assegnato all'Osservatorio di Pulkovo. Nel 1880 fu collocato a disposizione della Direzione principale dell'artiglieria a San Pietroburgo. Nel 1881 insegnò topografia e geodesia all'Accademia di Ingegneria militare.
Dal 1882 al 1899 fu assistente direttore e poi direttore dell'Accademia medica militare S. M. Kirov. Contemporaneamente, dal 1885, tenne un corso di meteorologia presso la Scuola aeronautica di San Pietroburgo e insegnò topografia alla Scuola di artiglieria di San Pietroburgo. Nel 1900 fece parte della giuria internazionale dell'Esposizione universale di Parigi.
Nell'aprile 1906 fu promosso generale di artiglieria. Nel febbraio 1907 si ritirò dal servizio con una pensione.
Nel 1913 la sua salute peggiorò. Nell'estate del 1916 fu curato presso la clinica dell'Accademia Medica Militare, ma morì il 2 luglio dello stesso anno.
Nel corso della sua carriera, Pomocev ha svolto un'intensa attività scientifica. Nel campo della topografia militare, ha inventato un nuovo modello di telemetro. In campo meteorologico, ha organizzato nel 1885 diverse ascensioni in aerostato per studiare i fenomeni atmosferici e nel 1894 ha inventato un nuovo modello di nefoscopio. Nel campo missilistico, ha condotto fra il 1902 e il 1906 diversi esperimenti su razzi a propellente solido, progettando alcuni tipi di stabilizzatori per migliorarne la gittata.

## Riconoscimenti
- Nel 1900 ha ricevuto dal governo francese la Legion d'onore
- Nel 1976 gli è stato intitolato un cratere lunare.